# Vakuumheber
Vakuumheber oder Saugheber sind Geräte zum Heben von Lasten/Gegenständen mit glatten Flächen mittels Unterdruck.

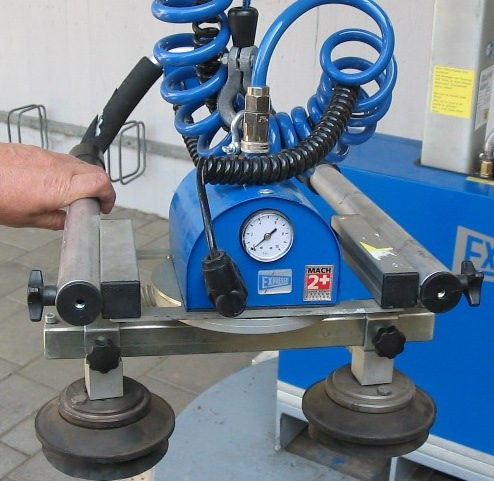
Kleines Vakuumhebegerät für Lasten bis zu ca. 50 kg

Ein Saugheber, auch Sauggreifer, Vakuumheber oder Vakuumhebegerät, dient zum Greifen von Gegenständen mit glatter Oberfläche mit Hilfe von Unterdruck bzw. Vakuum. Das Wirkprinzip entspricht einem kräftigen Saugnapf, dessen Unterdruck jedoch auch bei nicht perfekt glatten Flächen durch eine Vakuumpumpe sicher aufrechterhalten wird.
Befestigt an einer Krananlage dient der Saugheber bzw. Vakuumheber zum schnellen Greifen der Last, die so vom Kran angehoben werden kann. Eine klassische Anwendung für Saugheber ist der Transport beispielsweise von Glasscheiben, Holzplatten und Stahlplatten.
Bei kleinen Geräten wird der Unterdruck nach dem einfachen Prinzip der Wasserstrahlpumpe erzeugt, wobei statt Wasser meist Druckluft als Medium und Energiequelle dient.
Eine weitere Variante sind energieunabhängige Vakuumheber, auch selbstansaugende oder selbstsaugende Vakuumheber genannt. Hier wird die Last bzw. das Lastgewicht zur Erzeugung des Vakuums genutzt.
Bei Handgeräten kann das Vakuum durch aufdrücken, wie bei einem Saugnapf, erzeugt werden oder durch Umlegen eines Hebels.
Die Hebekraft ergibt sich aus dem Produkt der Fläche und dem Druckunterschied zwischen dem Vakuum und der umgebenden Luft. Bei einem Luftdruck von 1000 hPa und einem idealen Vakuum ergibt sich bei einer Fläche von 10 cm mal 10 cm eine Kraft von 1000 N entsprechend dem Gewicht von ca. 100 kg. Das ist die obere Grenze, die tatsächliche erreichbaren Hebekräfte werden geringer sein.
Für den Transport von großen und schweren Gütern werden spezielle Hebeanlagen mit großer Fläche eingesetzt. Hier wird der Unterdruck mit Hilfe einer Vakuumpumpe erzeugt, so dass auch schwere Beton- oder Stahlteile angehoben werden können.

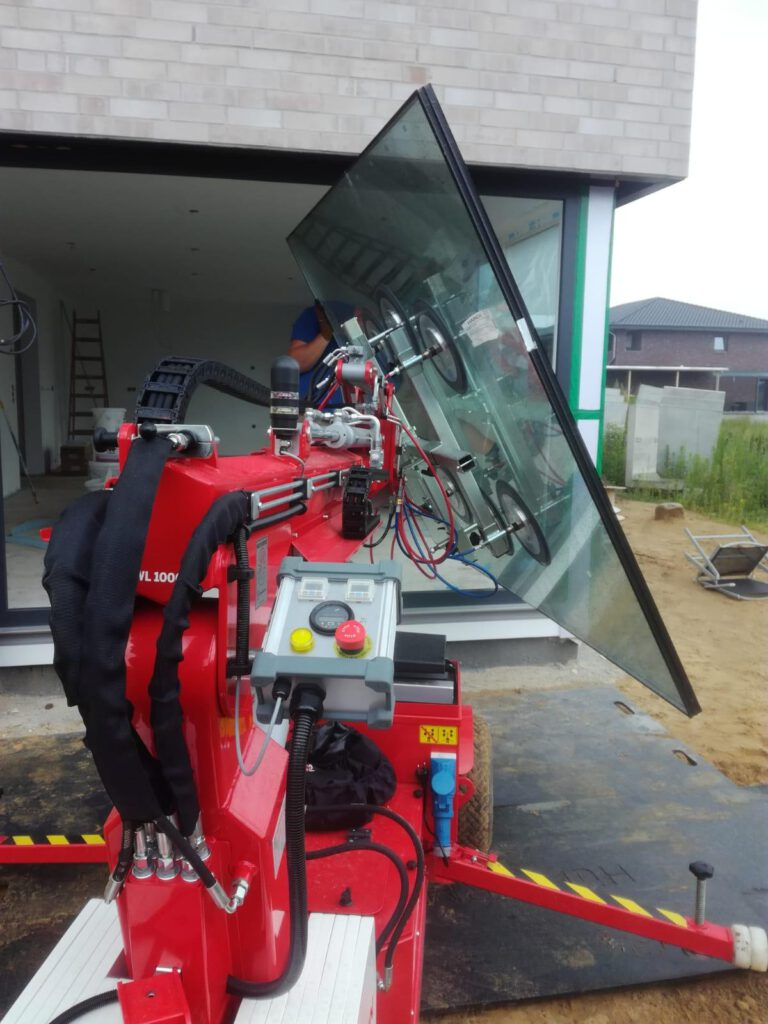
Vakuumheber für Glasscheiben

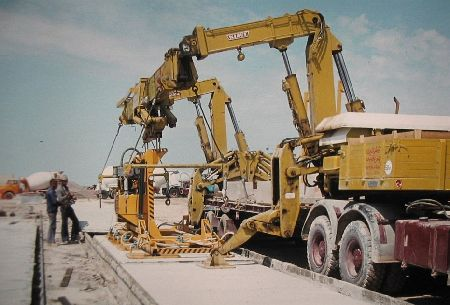
Die Vakuumpumpe wird eingeschaltet.
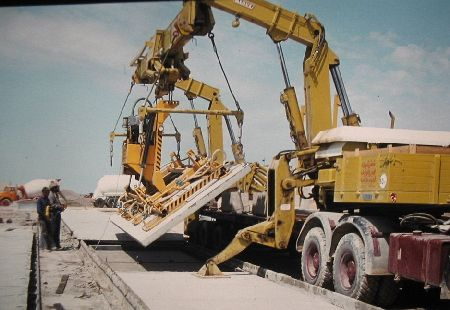
Das Betonteil haftet und wird abgehoben.
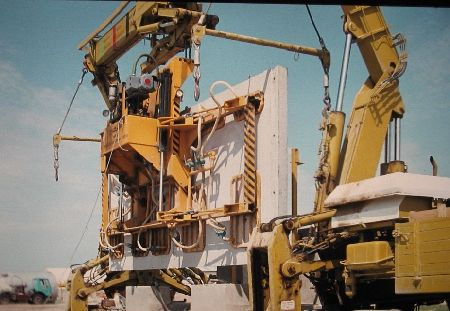
Das Betonteil wird auf den Seitenlader abgestellt.
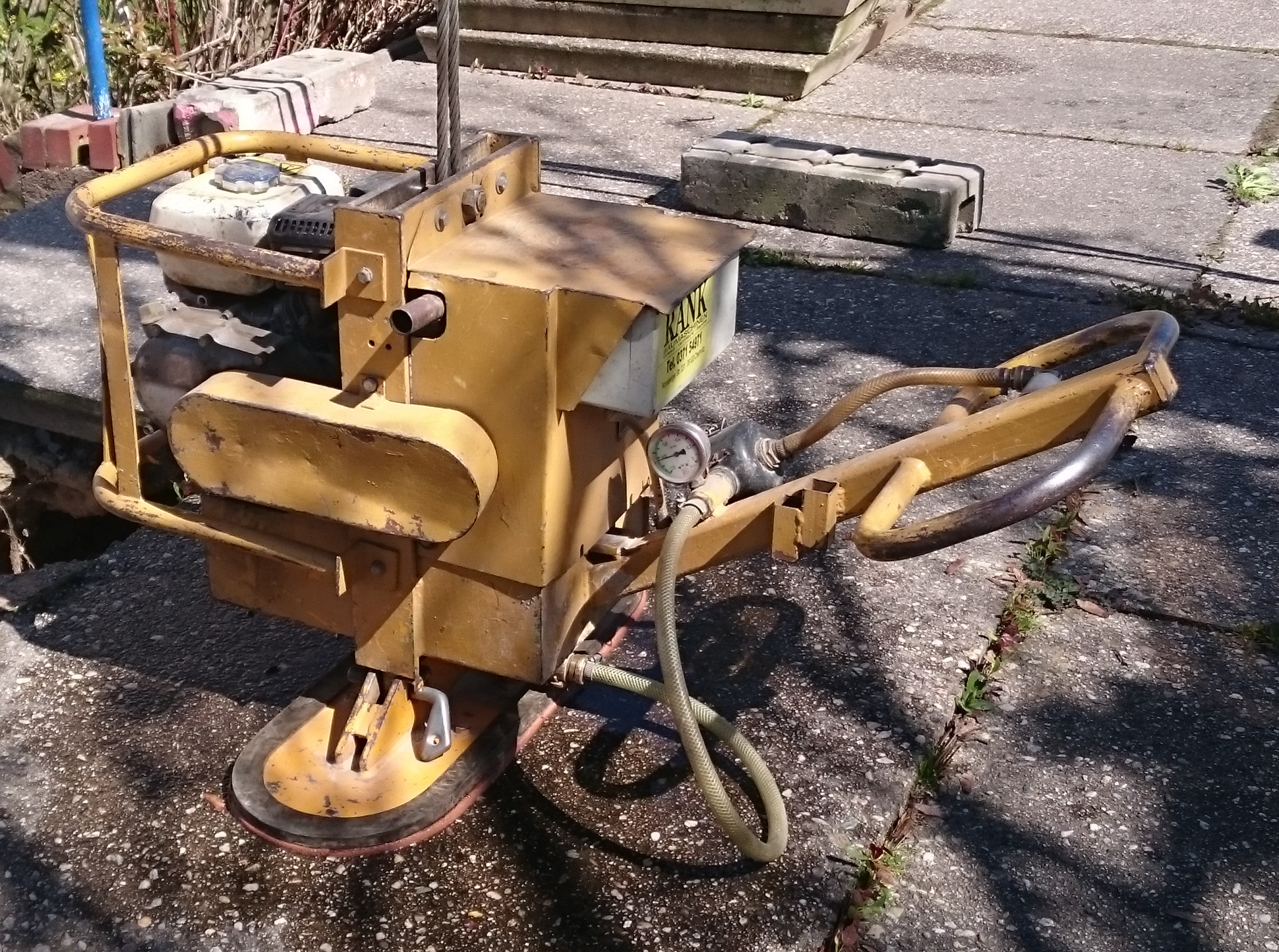
Vakuumhebegerät für die Verlegung von Großformatplatten
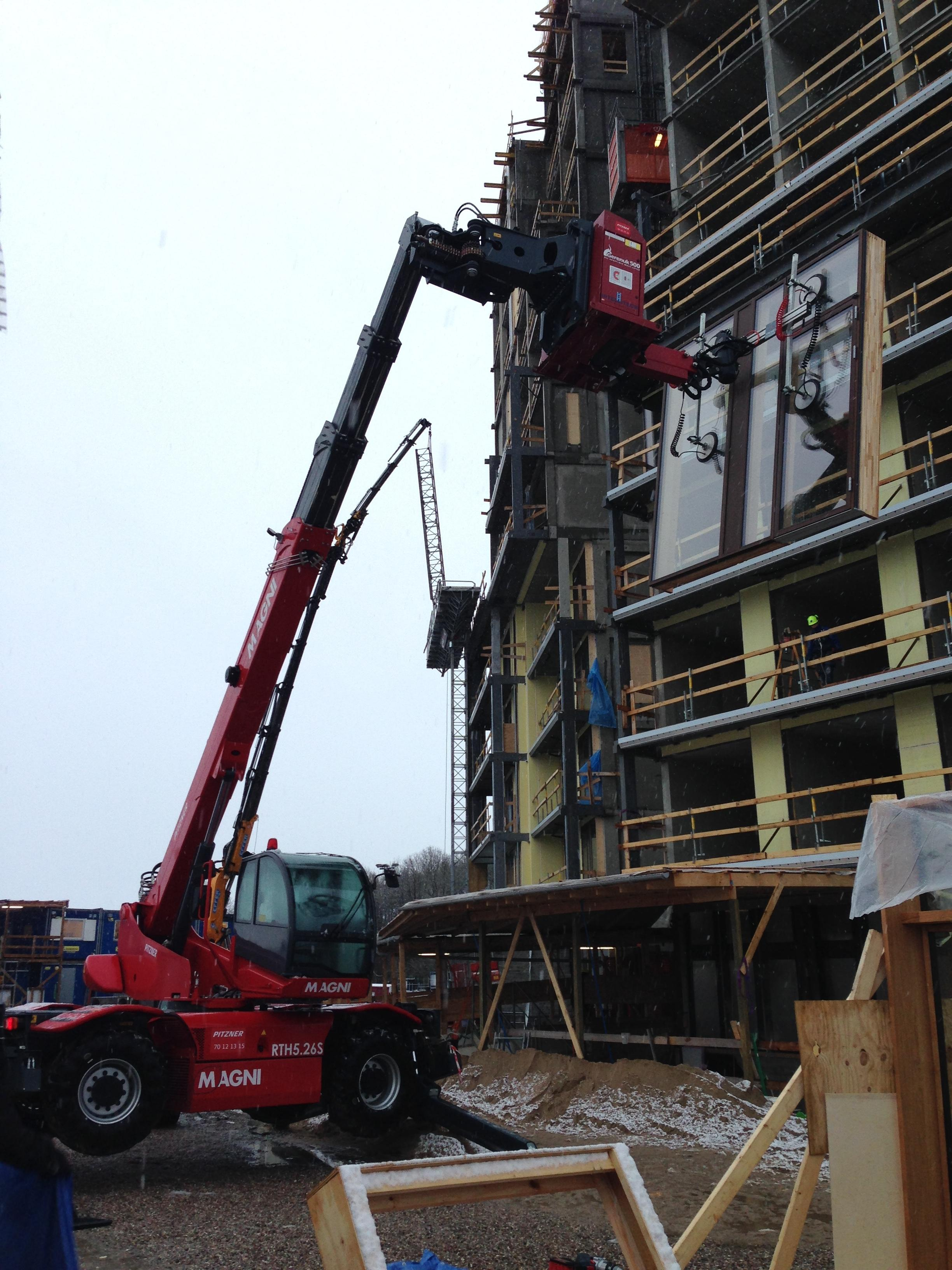
Teleskoplader mit Vakuumheber
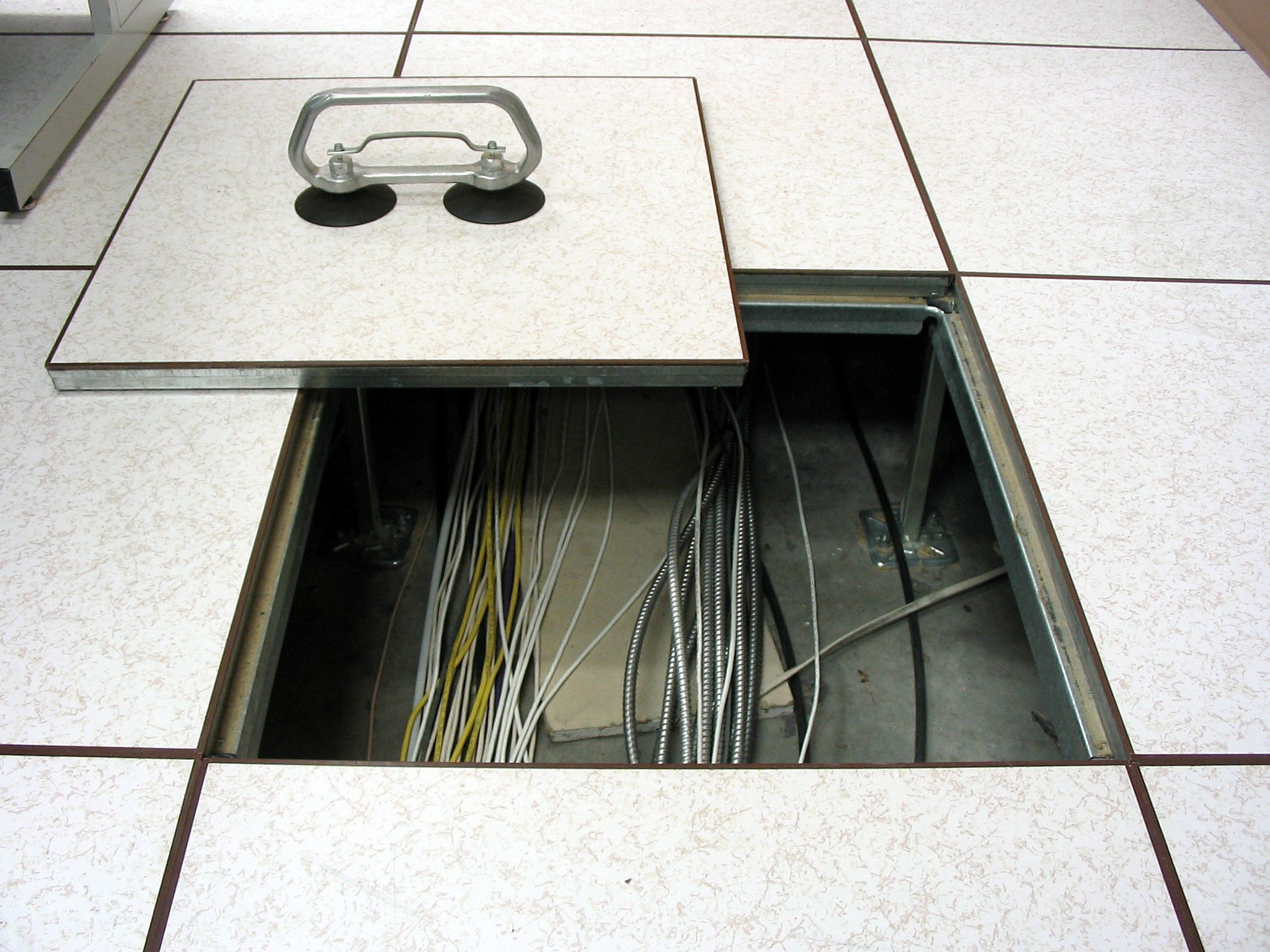
Vakuumheber zum Anheben und Abheben von Platten, ohne unter sie greifen zu müssen